# Marie Smith
Marie Smith Jones (Cordova (Alaska), 14 de mayo de 1918-Anchorage, 21 de enero de 2008) fue una lingüista estadounidense. Era la última hablante nativa de la lengua eyak, ubicada en Alaska. Jefa de la nación eyak, vivió los últimos años en Anchorage. Participó entre 2000 y 2005 en la elaboración del Proyecto Lenguaje Eyak destinado a crear un modo de aprendizaje de esta lengua accesible a todo el mundo.